# Federación de Guerrillas de León-Galicia
La Federación de Guerrillas de León-Galicia va ser una organització guerrillera antifranquista, amb caràcter pluripartidista, si bé amb predomini de socialistes lleonesos i asturians, que va agrupar a guerrillers anarquistes, comunistes i socialistes que va operar en la immediata postguerra espanyola.
A pesar que grups de guerrillers antifranquistes operaven a la zona des de la caiguda del front nord en 1937, la Federación de Guerrillas de León-Galicia no es va crear fins al 17 de juliol de 1942 amb grups de Lleó, Ourense i Lugo, mitjançant una reunió a les muntanyes de Ferradillo (Montes Aquilanos), prop de Ponferrada, que va fixar com a objectius canalitzar la lluita contra el franquisme, no fer proselitisme de partit dins de la guerrilla, mantenir la democràcia interna però amb obediència als superiors, i buscar el suport de la població. Es va escollir un comitè director presidit pel socialista Marcelino Fernández Villanueva, amb el cenetista Marcelino de la Parra i el socialista César Ríos com a ajudants. L'objectiu de la Federació no era derrocar el franquisme mitjançant la lluita armada, sinó mantenir viva la flama de la resistència fins que es produís la intervenció de les potències aliades que tots donaven per segura.
L'abril del 1943 van editar el primer nombre de El Guerrillero, òrgan d'expressió de la Federació, imprès clandestinament en Santalla del Bierzo (El Bierzo).
Fins a 1944 la Federación de Guerrillas de León-Galícia es va mantenir aïllada dels partits i sindicats antifranquistes, tant de l'interior com de l'exterior, creant la seva pròpia línia política. Es va donar la paradoxa que els principals dirigents eren socialistes, a pesar que el PSOE com a partit no recolzava la lluita guerrillera.
La Federació actuava en l'oest de León (El Bierzo, Laciana, Cabrera, Maragatería), nord de Zamora (Sanabria), est d'Ourense (Viana do Bolo, A Pobra de Trives, O Barco de Valdeorras) i sud-est de Lugo (A Fonsagrada, Becerreá i Quiroga). Per això la Federació pren el seu nom de les regions republicanes de Galícia i Lleó.

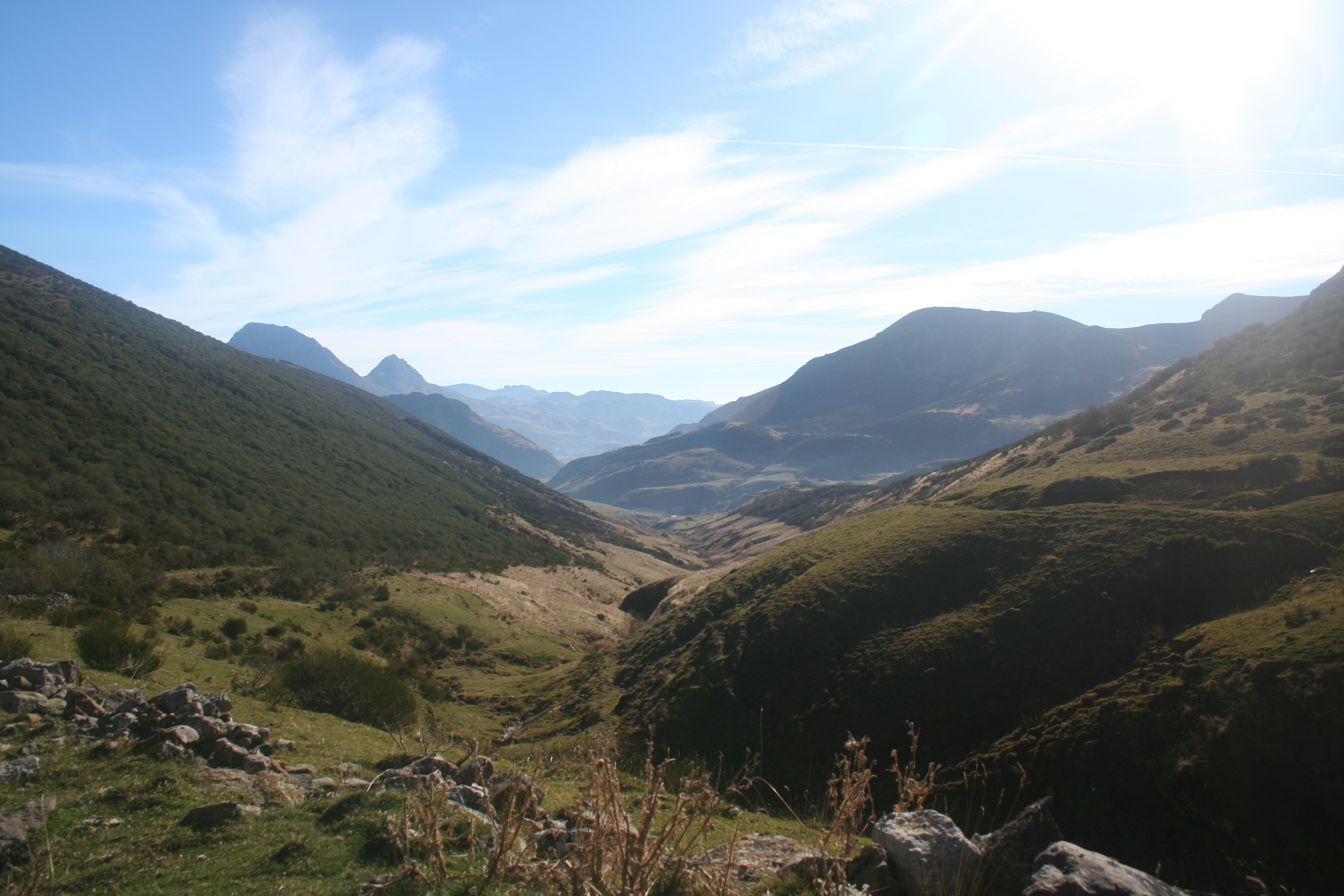
Camino Real del Puerto de la Mesa.

Desvinculats dels partits i sense ajuda externa, els guerrillers vivien del que els donaven els seus enllaços i, sobretot, dels cops econòmics, executats sempre contra persones afins al règim franquista, i el resultat del qual es destinava normalment a la compra d'armament en el mercat negre de Portugal. La guerrilla també donava xerrades polítiques entrant per sorpresa als pobles, i feia abundants sabotatges contra els vehicles de línia i l'estesa elèctrica.
Els guerrillers passaven llargues temporades ocults en cases de tota confiança, individualment o per parelles. Quan el perill era major, es refugiaven en la sierra del Eje, territori lliure per als guerrillers durant diversos anys. La vida era dura a la muntanya, però no faltava la caça ni l'aigua. També era freqüent la marxa per la muntanya, de vegades durant mesos, caminant de nit i descansant de dia.

## La Federació en 1942 i 1943
En 1942, i en el mateix lloc, la Federación de Guerrillas va realitzar el seu segon congrés, reelegint per la direcció a Villanueva, Mario Morán i Marcelino de la Parra. El tercer congrés va tenir lloc en 1943. En ell es va debatre l'adhesió de la Federació a la Unión Nacional Española (UNA), una organització creada en l'exili pel PCE, a la qual no pertanyien ni el PSOE ni la CNT ni els partits republicans. El debat sobre l'UNA es va deure a la presència a la zona d'un delegat comunista. Els guerrillers van acceptar ingressar en l'UNA a canvi de mantenir la seva autonomia. En aquells moments la Federación de León-Galícia era l'única guerrilla organitzada que hi havia a Espanya.
Durant 1943 la guerrilla va tenir diverses baixes en enfrontaments amb la Guàrdia Civil, tant de guerrillers com d'enllaços. No obstant això, durant 1944 i 1945 es va produir una calma tibant, amb absència d'enfrontaments, a causa de l'esdevenir de la II Guerra Mundial, quan ja es veia la derrota de les Potències de l'Eix. La guerrilla va fer nombrosos actes de sabotatge i de propaganda en pobles i llogarets, però tant ells com la Guàrdia Civil evitaven el xoc. Entre la població hi havia un suport condicionat a la guerrilla. Era difícil evitar la por a les represàlies per part de les forces de l'ordre públic, d'un costat, o de les forces antifranquistes, de l'altre.

## La Federació el 1944
En 1944 es va reorganitzar el PCE a Astúries, Lleó i Ponferrada. Van començar les fugides de comunistes dels destacaments penals de la zona, els quals s'anaven a la muntanya per enquadrar-se en la guerrilla. Però els guerrillers veterans no veien amb bons ulls aquestes incorporacions de gent a la qual no coneixien, i que a més plantejava seriosos problemes logístics i de seguretat. En els seus millors moments, la Federació mai va comptar amb més de cent guerrillers actius.
A l'octubre de 1944, el 4t congrés de la Federació va reelegir a Villanueva, Morán i Parra, als quals es va unir Francisco Elvira Cuadrado en representació dels guerrillers comunistes. Es va acordar crear una Federació Nacional de Guerrilles, projecte que mai va passar del paper.
A la fi d'octubre de 1944 ocorregué la invasió de la Vall d'Aran per part de l'Agrupació Guerrillera promoguda pel PCE sobre la base dels maquis comunistes espanyols que havien lluitat en la resistència francesa. L'operació va ser un fracàs, però uns 200 guerrillers van aconseguir endinsar-se a Espanya, contactar amb els grups de fugits i començar a organitzar les agrupacions guerrilleres que van començar a funcionar en 1945. En Galícia van crear l'Exèrcit Guerriller de Galícia-Lleó, sense relació orgànica amb la Federación de Guerrillas de León-Galicia.

## La Federació en 1945
El 5 de juliol de 1945 capitulava l'Alemanya Nazi. Poc abans, el 19 de juny, la recentment creada ONU emetia una condemna contra la dictadura espanyola.
Les guerrilles van aconseguir el seu apogeu. El PCE va aconseguir crear les agrupacions guerrilleres de Galícia-Astúries-Santander, Llevant-Aragó, Centre-Extremadura i Andalusia, amb l'objectiu de derrocar el règim franquista mitjançant la lluita armada. A Lleó, els comunistes van incrementar la seva influència a partir del 5è congrés de la Federació, al mateix temps que augmentaven la seva presència a Galícia a través de l'Exèrcit Guerriller.
Des que a la fi de 1945 i començaments de 1946 es va tenir la certesa que els països aliats no intervindrien a Espanya, la violència va tornar a les muntanyes, copejant als guerrillers, als seus enllaços, als guàrdies civils, als exponents més significats del règim, als delators i als traïdors. Durant 1946 la guerrilla va desencadenar una ofensiva en tot Espanya, paral·lela a la pressió diplomàtica sobre el franquisme, però finalment el començament de la guerra freda permetrà que el règim de Franco es consolidi.

## La Federació en 1946
En 1946 es va dur a terme l'últim congrés de la Federació, cridat de reunificació, a les muntanyes de Casayo. Anava a servir per segellar la reconciliació entre la tendència comunista i les altres, però, poc després de reelegir com a cap a Villanueva, la Guàrdia Civil va atacar la reunió. El congrés no va donar fruit i a l'agost els comunistes van abandonar la Federació, passant-se a l'Exèrcit Guerriller. En el rerefons hi havia un problema polític greu: la Federació havia basat la seva existència en l'esperança d'una intervenció estrangera que no s'havia produït; els comunistes pensaven que, per tant, els *federacionistas havien de deixar-los a ells prendre el comandament de la resistència armada.
1946 va ser l'any del declivi de la Federació. Es va incrementar la violència repressiva contra els enllaços i els familiars dels guerrillers; van augmentar les morts i detencions de guerrillers causades per delacions i, per tant, van augmentar les represàlies de la guerrilla, a part dels actes habituals de sabotatge. Entre els membres de la Federació prevalia una política liquidacionista, de deixar la muntanya i sortir a l'exili a l'estranger. El PSOE, controlat per Indalecio Prieto, els animava a deixar la guerrilla al més aviat possible. Prieto mantenia l'opinió, basada en la realitat objectiva i en els seus contactes internacionals, que la guerrilla no aconseguia cap objectiu realista que justifiqués la inevitable i progressiva caiguda dels seus membres. Entre el PCE es considerava que la guerrilla complia una fi en si mateixa.

## El final, 1947

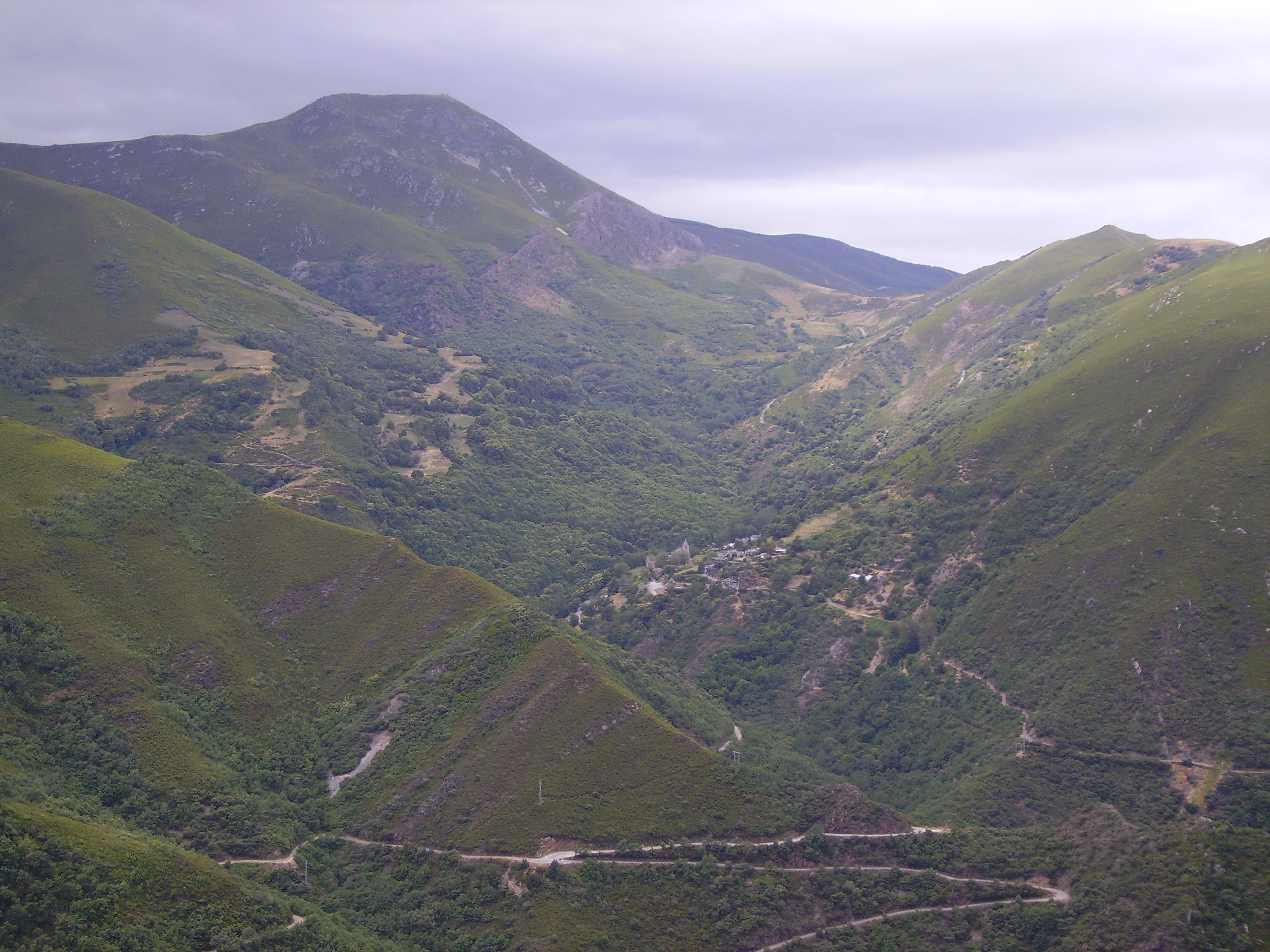
El Pic de la Aquiana i als marges els Montes de Valdueza als Montes Aquilanos lloc on «operava» la partida de Girón.

Durant 1947 les accions de la Federació seran merament econòmiques, amb l'objectiu d'aconseguir diners per a la subsistència i per organitzar la sortida a l'estranger, tot i que la pràctica desaparició de la xarxa d'enllaços, a causa de la repressió, dificultava enormement la sortida dels guerrillers. Però en 1948 la major part d'ells van aconseguir sortir a l'estranger. El 22 d'octubre van aconseguir sortir amb vaixell des de Luanco a Donibane Lohitzune una trentena de guerrillers socialistes lleonesos i asturians. Molts altres, en grups de dos o tres, van passar la frontera francesa a peu des de Bilbao o Sant Sebastià, mitjançant guies que cobraven pel servei.
Alguns guerrillers que van quedar a les muntanyes de Lleó, un cop perduda l'organització, es van dedicar a activitats properes a la delinqüència comuna. Altres grups van ingressar en l'Exèrcit Guerriller i uns altres, molt pocs, van romandre al Bierzo i a la Cabrera, en una lluita sense esperança.
Durant 1949 i 1950 anirien morint en enfrontaments amb les forces repressives gairebé tots els guerrillers que quedaven a l'antic territori de la Federació. L'últim reducte guerriller va ser la comarca de la Cabrera, que va donar suport generalitzat al grup de Manuel Girón Bazán, històric lluitador que va passar per totes les fases: fugit a la muntanya en 1936, fundador de la Federació de Guerrilles, passat a l'Exèrcit Guerriller i últim exponent d'una guerrilla degenerada ja en quelcom proper al parasitisme social, si bé tothom coincideix que Girón era un home d'extraordinària moralitat. Va morir el 2 de maig de 1951 prop de Molinaseca (Ponferrada), a causa de la traïció d'un company de partida.